# Émeute de Palmasola
Le 23 août 2013, une émeute éclate à Palmasola, prison de haute sécurité du département de Santa Cruz, en Bolivie. Elle commence avec l'attaque par les occupants d'un bloc de cellules d'une bande rivale implantée dans un autre bloc, au moyen de bouteilles de propane utilisées comme lance-flammes. 31 personnes sont tuées, dont un enfant de 18 mois qui vivait dans la prison. 37 autres personnes sont grièvement blessées. L'évènement suscite des appels à la réforme du système carcéral bolivien, marqué par la surpopulation et les lenteurs de la justice.

## Contexte
La prison de haute sécurité de Palmasola, dans le département de Santa Cruz, est, avec environ 3 500 détenus, le plus grand établissement pénitentiaire de Bolivie. Comme dans beaucoup de prisons d'Amérique latine, les gardiens n'exercent qu'un contrôle minimum sur les activités qui se déroulent à l'intérieur du centre, souvent décrit comme une « ville-prison », et se concentrent sur le maintien de la sécurité dans le périmètre des équipements. D'après d'anciens pensionnaires, on peut obtenir à peu près tout ce qu'on veut à Palmasola. Le commerce des armes et des drogues y est florissant. Conformément à la loi bolivienne, les enfants de plus de six ans peuvent y vivre en compagnie de l'un de leurs parents. Quatre prisonniers sur cinq sont en détention provisoire.
Les prisons d'Amérique latine comptent parmi les plus dangereuses au monde. Celles de Bolivie se classent au second rang par leur niveau de surpeuplement, avec un taux de suroccupation de 233 % (juste après le Salvador, à 299 %). Les principaux facteurs de surpopulation sont la détention provisoire et la saturation des tribunaux. Au moins 85 % des détenus du pays sont en attente de procès ou de jugement. Beaucoup sont emprisonnés pour des délits mineurs, sous le coup de la loi 1008, une législation controversée, introduite en 1988, qui punit de lourdes peines les infractions liées aux drogues. De plus, les prisons latino-américaines sont souvent sous le contrôle de détenus affiliés à des organisations criminelles. Les chefs de bande, appelés « délégués », peuvent prélever sur leurs codétenus une rétribution en échange de certains avantages, comme la chambre individuelle, les visites familiales ou la télévision. On rencontre dans les prisons boliviennes, sous le nom d'« assurances-vie », des pratiques d'extorsion de fonds entre détenus qui peuvent aller de 100 $ à 500 $. Les versements sont contrôlés par les bandes et le défaut de paiement peut conduire à la torture ou à la mort. Aussi énormes que soient ces abus, en 2013, l'influence du crime organisé dans le système pénitentiaire bolivien n'atteint pas encore les niveaux observés dans de nombreuses prisons d'Amérique centrale, du Brésil ou du Venezuela, où une notable proportion de la criminalité organisée est dirigée depuis l'intérieur des prisons.

## Déroulement
Le 23 août 2013, vers 6 heures du matin, une bande établie dans le bloc de cellules B éventre le mur de séparation avec le bloc A, foyer d'une autre bande. Les assaillants attaquent leurs rivaux à coup de machettes, de couteaux et de gourdins. Les détenus utilisent des bouteilles de propane, d'abord pour asphyxier leurs victimes avec le gaz, ensuite en y mettant le feu pour les utiliser comme lance-flammes ou comme bombes. Des étuis retrouvés sur les lieux indiqueraient l'usage d'armes à feu, qui n'est toutefois pas avéré. Le feu s'est propagé rapidement après avoir atteint les paillasses, piégeant certains prisonniers et en poussant d'autres à sauter des toits pour lui échapper. Une centaine de policiers supplémentaires ont été mobilisés pour reprendre le contrôle de la prison, ce qui n'a néanmoins pu être fait qu'au bout de quatre heures,. D'après Maria Inez Galvez, personnalité politique locale, il n'y avait pas assez de gardiens en service pour conduire tous les blessés à l'hôpital.

## Dommages et suites judiciaires
31 personnes sont mortes dans l'émeute, la plupart des suites de brûlures. Parmi les morts figure un enfant de 18 mois qui vivait dans la prison. 37 autres détenus ont été brûlés sur 60 à 90 % de leur corps, et 256 ont été évacués,. L'émeute est la plus meurtrière de l'histoire des prisons boliviennes. Le président Evo Morales a ordonné une enquête tandis que des parents des détenus attendaient à l'extérieur de la prison pour connaître le sort de leurs proches. Ils se plaignaient que les gardiens n'aient pas fait les efforts nécessaires pour sauver les vies des détenus, laissant les blessés mourir de leurs brûlures. Les enfants qui vivaient à la prison ont été évacués après l'incendie. Le 24 août, la liste des décès n'avait pas encore été publiée. Plus de 50 prisonniers suspectés d'avoir fait partie des agresseurs ont été placés en isolement dans l'attente d'être interrogés.

## Cause
L'émeute aurait pour origine une bataille pour le contrôle du secteur « Chonchocorito » de la prison. La bande du bloc A aurait détourné des paiements destinés à sa rivale du bloc B qui, excédée par les tentatives d'extorsion, aurait déclenché l'émeute. Les meneurs suspectés sont des condamnés pour meurtre et pour viol.

## Réactions
Pour l'archevêque de Santa Cruz, Sergio Gualberti, l'émeute souligne « la surpopulation qui existe à Palmasola comme dans beaucoup de prisons du pays », en raison de la défaillance d'une justice qui impose des délais interminables avant les procès. Il déclare que les détenus sont « pratiquement oubliés » par le système judiciaire, sans tentative de réhabilitation, et critique l'échec des prisons à séparer détenus violents et non-violents. Le pire est, selon lui, la soumission des enfants aux conditions de vie de la prison. Il assure que l'Église catholique est prête à fournir un soutien financier pour mettre fin à cette pratique. Le défenseur du peuple a approuvé, déclarant que l'incident « montre clairement la faiblesse dans la sécurité de la prison, la crise qui résulte de la surpopulation et des retards de la justice, l'insécurité à l'intérieur des établissements et l'infrastructure inadaptée de la prison ». Un représentant du parti Plan Progrès pour la Bolivie – Convergence nationale a accusé le gouvernement de négligence, voyant dans la présence d'alcool, d'armes et de téléphones à l'intérieur de la prison la preuve de l'absence de contrôle des autorités sur sa sécurité intérieure.